# Miejski Zakład Komunikacji w Łowiczu
Miejski Zakład Komunikacji w Łowiczu (MZK Łowicz) – spółka założona w 1977, zajmująca się realizacją transportu zbiorowego na terenie Miasta Łowicz i gminy Łowicz. 

## Tabor
| Typ autobusu                                | Eksploatacja od                             | przewóz osób na wózkach                     | Liczba |
| ------------------------------------------- | ------------------------------------------- | ------------------------------------------- | ------ |
| Solaris Urbino 10                           | 2010                                        | przewóz osób na wózkach                     | 6      |
| Solaris Urbino 8,9LE                        | 2018                                        | przewóz osób na wózkach                     | 4      |
| Liczba pojazdów                             | Liczba pojazdów                             | Liczba pojazdów                             | 10     |
| Udział autobusów niskopodłogowych we flocie | Udział autobusów niskopodłogowych we flocie | Udział autobusów niskopodłogowych we flocie | 100%   |